# San Francisco Etúcuaro
San Francisco Etúcuaro es un pueblo mexicano ubicado en el municipio de Madero en Michoacán.

## Geografía
Está ubicado a 11 km de Villa Madero. Existió en Etúcuaro una hacienda, con sus molinos de caña de azúcar, pues el templado clima de este sitio era favorable para su cultivo; había también allí una estancia de ganado mayor, es decir un criadero de ganado vacuno y caballar que pastaba libremente en una extensión de 2090 metros por línea aproximadamente. Las estancias de ganado menor, caprino, porcino lanar, medían aproximadamente 2786 metros por lado, formando un cuadrado de unas 776 hectáreas. Asimismo se plantaron los primeros árboles frutales para el cultivo de la papaya, guayaba y los magueyes que a lo largo de los siglos producen mezcal que era degustado aún por los habitantes de la incipiente ciudad de Valladolid (hoy Morelia) en el siglo XVII, o llevado a la ciudad de Pátzcuaro y otras poblaciones.

## Tenencia de Etúcuaro
Etúcuaro se describe hoy como dos concepciones: como la región que tiene a su cargo un grupo de rancherías y localidades y como el antiquísimo pueblo tenencia de Tiripetio, luego de Acuitzio y finalmente de Villa Madero; a cuya cabecera le correspondía ya desde principios del siglo XX el pueblo de Etúcuaro, La Hacienda, La Concepción y los ranchos independientes: Las Cidras, Naranjadas, El Divisadero, La Estancia, La Soledad, Cuacurio, Verduras, La Mora, Palos Altos, Paso del Tigre, El Capulín, Tejocote, La Gallina, Siranguia, Rincónon de Flores, Agua Azul, Pito Real, Santas Marías, Ucasiro, Piumo, Molinito, Reparo, Los Planes, Escarbadero, La Vinata, Aguacate, Derrumbadero, La Escondida, Angandio, El Herrero, Nieves, Banco Alto, Rincon de la Erátzicua, Paracho, Acúmbaro, Planta de Luz, Las Tablas 2°, Los Caballitos, Zarumbacapio, El Zangarro, Parritas, El Tocuro, Rosa de Castilla, El Saúz, Las Mesas, Tupío, Palos Dulces, Ojo de Agua, El Limón, Escabel, Mezquites, Chirimo, Naranjas Dulces, Rincón de Durazno, Puerto del Eje, Llanito de Juárez y el Mineral de Sinda; teniendo por límites: al oriente las tenencias de Copullo y Tzitzio; al norte las de Atécuaro, San Miguel del Monte y Santa Maria, al poniente Tiripetío, Santiago Undameo, la municipalidad de Acuitzio y al sur las tenencias de dicho pueblo de Acuitzio que eran Cruz de Caminos y San Diego Curucupatzeo; el pueblo de Etúcuaro es anterior a la conquista.

## Topografía
Su topografía es una configuración como especie de hoya formada de montañas con pésimos caminos en los siglos XIX y XX; de clima caliente y tierras fértiles, regadas por un arroyo que nace de abundantes manantiales de aguas termales calizas; se extrae la cal que los habitantes venden en los pueblos cercanos; se produce con gran facilidad el maíz, la caña de azúcar, chilares y frutas como naranjas, plátanos y otros.

### Orígenes
Etúcuaro significa lugar de sal; estuvo poblado por matlazincas antes de la conquista y fueron evagelizados por los agustinos de Tiripetío en 1538, los cuales administraron allí los sacramentos a los lugareños y fundaron una doctrina con una pequeña capilla de Etúcuaro se agregó al curato de Tiripetío; en 1578 la capilla de Etúcuaro se agregó al curato de Santiago Undameo, y que en el año 1621. Etúcuaro fue erigido en Priorato siendo provisional el ilustre Fray Diego de Basalenque. Los frailes establecieron allí un convento que no pudo mantenerse por la pobreza de los habitantes del pueblo y quedó convertido en templo parroquial. El patrono de Etúcuaro es San Francisco de Asís.

## Historia
Durante la época colonial, Etúcuaro fue conocido también como "Etúcuaro el Grande" y fue cabecera de la alcaldía Mayor de Valladolid en una reducida población de 18 familias de indios y algunos españoles y mestizos, ocupándose en diversas labores como en recolectar y apagar cal, cortar madera y cultivar maíz, frijol y árboles frutales.
Tras la guerra de independencia, un censo del año 1822 contaba que en Etúcuaro tenía 1433 habitantes, de ellos 455 eran varones solteros; 232 casados, 30 viudos y 413 mujeres solteras, 232 casadas y 81 viudas. En 1873 la población descendió a 1259, en 1900 815 pobladores y en 1995 indica una población de 1091 habitantes.